# مغامرات كيمو
مغامرات كيمو مسلسل رسوم متحركة كندي فرنسي عرض لأول مره بين عامي 1990-1991 ويتكون من 26 حلقة وتمت دبلجة المسلسل للغة العربية .